# Mesocapparis lineata
Mesocapparis lineata är en kaprisväxtart som först beskrevs av Christiaan Hendrik Persoon, och fick sitt nu gällande namn av Cornejo och Iltis. Mesocapparis lineata ingår i släktet Mesocapparis och familjen kaprisväxter. Inga underarter finns listade i Catalogue of Life.